# Прогрес (Новгород-Сіверський район)
Прогре́с — село в Україні, у Семенівській міській громаді Новгород-Сіверського району Чернігівської області. Населення становить 134 осіб. До 2017 орган місцевого самоврядування — Хотіївська сільська рада.

## Історія
12 червня 2020 року, відповідно до Розпорядження Кабінету Міністрів України № 730-р «Про визначення адміністративних центрів та затвердження територій територіальних громад Чернігівської області», увійшло до складу Семенівської міської громади.
19 липня 2020 року, в результаті адміністративно-територіальної реформи та ліквідації Семенівського району, село увійшло до Новгород-Сіверського району.
Із 2022 року село зазнає періодичних обстрілів з боку Росії, оскільки знаходиться лише за 6 км від кордону з Росією. 
24 вересня 2023 року обстріли села здійснювалися з артилерії та мінометів 82-120 мм калібру. Зафіксовано 10 приходів.
10 листопада 2023 року російська армія зі ствольної артилерії обстріляла житлові будинки в селі. Пошкоджено два житлові будинки. 
Один з таких обстрілів був 2 грудня 2023 року.